# Cryptosporidium parvum

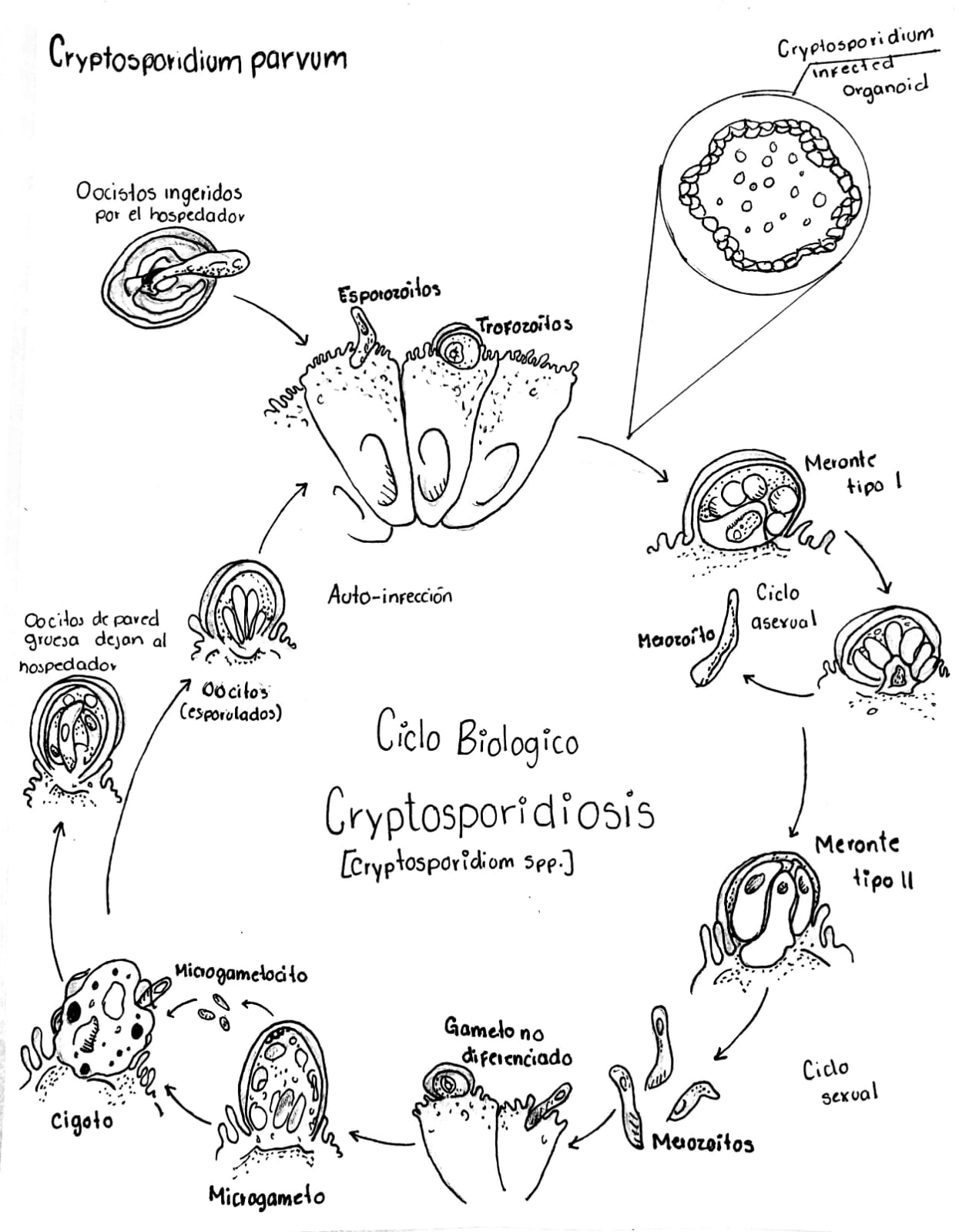

Cryptosporidium parvum  es un protista, una de tantas especies que causan criptosporidiosis. La infección causa diarrea aguda, acuosa, no sanguinolenta en pacientes inmunocomprometidos. En infecciones VIH, puede causar una diarrea acuosa, que puede  asociarse con anorexia, náuseas, vómitos y también dolor de abdomen.

## Ciclo vital
El parásito se contrae  por vía fecal-oral. El oocito (que es la forma infectante del organismo) entra al tracto gastrointestinal  y se transforma a esporozoito (una forma tardía de C. Parvum). Más adelante, esos esporozoitos se diferencian en trofozoítos y atacan el epitelio intestinal. Esto conduce a  mala absorción, y a diarrea acuosa, no sanguinolenta que se limita a pacientes inmunocompetentes. 
Luego, el organismo agrega fases adicionales de transformación: trofozoíto » meronte tipo I » merozoíto » meronte tipo II » merozoíto » gamonte indiferenciado » micro/macro-gamonte » cigoto » oocito.  El ciclo se completa cuando los oocitos son excretados  en aguas contaminadas, alimento, manos, e ingeridos tanto por humanos como otros animales.

## Diagnóstico y tratamiento
En pacientes inmunocomprometidos, tales como los de SIDA o bajo terapia inmunosupresora, la  diarrea puede no ser autolimitada, y puede conducir a deshidratación y si no se trata, deceso.  
El diagnóstico de C. parvum consiste en pruebas  serológicas y evaluación a microscopio de oocistos  usando la tinción ácido rápida Kinyoun.
No hay tratamiento efectivo (más allá de tratamiento coadyuvante) salvo del antibiótico paromomicina:  la droga puede tener un limitado efecto en la diarrea.